# NGC 7620
NGC 7620 este o galaxie activă situată în constelația Pegas. A fost descoperită în 5 septembrie 1864 de către Albert Marth. Se află la o distanță de 134,6 de megaparseci de Pământ.